# SN 2007ii
SN 2007ii – supernowa typu Ia odkryta 4 września 2007 roku w galaktyce A003334+0059. W momencie odkrycia miała maksymalną jasność 21,00m.